# Mönichkirchen
Mönichkirchen ist eine Marktgemeinde im Bezirk Neunkirchen mit 622 Einwohnern (Stand 1. Jänner 2025) und befindet sich im Südosten des österreichischen Bundeslandes Niederösterreich an der Grenze zur Steiermark.
Mönichkirchen ist Heilklimatischer Kurort.

## Geografie
Mönichkirchen liegt am östlichen Ende des Wechselgebirges im südöstlichen Industrieviertel an der Grenze zur Steiermark. Das größte Gewässer ist der Tauchenbach. Der Ort liegt 967 Meter über dem Meer, die höchste Erhebung ist der Kogel mit 1289 Metern Seehöhe.
Die Fläche der Marktgemeinde umfasst 16,31 Quadratkilometer, 69 Prozent der Gemeindefläche sind bewaldet und 23 Prozent werden landwirtschaftlich genutzt.

### Klima
|                        | Jan  | Feb  | Mär  | Apr  | Mai  | Jun  | Jul  | Aug  | Sep  | Okt  | Nov  | Dez  |   |      |
| Mittl. Temperatur (°C) | −1,8 | −1,6 | 1,4  | 6,0  | 11,0 | 13,9 | 16,2 | 15,8 | 11,5 | 7,2  | 2,2  | −1,0 | ⌀ | 6,8  |
| Mittl. Tagesmax. (°C)  | 1,9  | 2,1  | 5,2  | 10,1 | 14,9 | 17,8 | 20,2 | 19,8 | 15,3 | 10,9 | 5,8  | 2,5  | ⌀ | 10,6 |
| Mittl. Tagesmin. (°C)  | −4,8 | −4,4 | −1,4 | 2,7  | 7,5  | 10,2 | 12,5 | 12,4 | 8,6  | 4,5  | −0,5 | −3,9 | ⌀ | 3,7  |
|                        |      |      |      |      |      |      |      |      |      |      |      |      |   |      |
| Niederschlag (mm)      | 33   | 37   | 60   | 64   | 113  | 147  | 129  | 130  | 98   | 72   | 62   | 56   | Σ | 1001 |
|                        |      |      |      |      |      |      |      |      |      |      |      |      |   |      |
| Luftfeuchtigkeit (%)   | 71,7 | 69,3 | 66,4 | 62,1 | 65,7 | 67,9 | 65,4 | 66,5 | 70,9 | 74,5 | 76,9 | 75,0 | ⌀ | 69,4 |

| −4,8 |

| −4,4 |

| −1,4 |

| 2,7 |

| 7,5 |

| 10,2 |

| 12,5 |

| 12,4 |

| 8,6 |

| 4,5 |

| −0,5 |

| −3,9 |

| −4,8 |

| −4,4 |

| −1,4 |

| 2,7 |

| 7,5 |

| 10,2 |

| 12,5 |

| 12,4 |

| 8,6 |

| 4,5 |

| −0,5 |

| −3,9 |

### Gemeindegliederung
Mönichkirchen besteht aus einer einzigen Katastralgemeinde gleichen Namens.
Zur Gemeinde gehören neben dem Hauptort die Ortschaften Am Hartberg, Feldbauern, Mönichkirchner Schwaig, Pfeffergraben, Tauchen und Unterhöfen.
| Gliederung \| Katastralgemeinden \| Ortschaften in der Gemeinde \| \| ------------------------- \| -------------------------------------------------------------------------------------------------------------------------- \| \| Mönichkirchen (16,30 km2) \| Mönichkirchen (M) Am Hartberg (ZH) Feldbauern (R) Mönichkirchner Schwaig (R) Pfeffergraben (R) Tauchen (D) Unterhöfen (ZH) \| \| Legende \| \| | |
| Katastralgemeinden | Ortschaften in der Gemeinde                                                                                                |
| Mönichkirchen (16,30 km2) | Mönichkirchen (M) Am Hartberg (ZH) Feldbauern (R) Mönichkirchner Schwaig (R) Pfeffergraben (R) Tauchen (D) Unterhöfen (ZH) |
| Legende | |

### Nachbargemeinden
|              | Aspangberg-St. Peter                        | Zöbern         |
|              | Kompassrose, die auf Nachbargemeinden zeigt |                |
| Pinggau (HF) |                                             | Schäffern (HF) |

## Geschichte

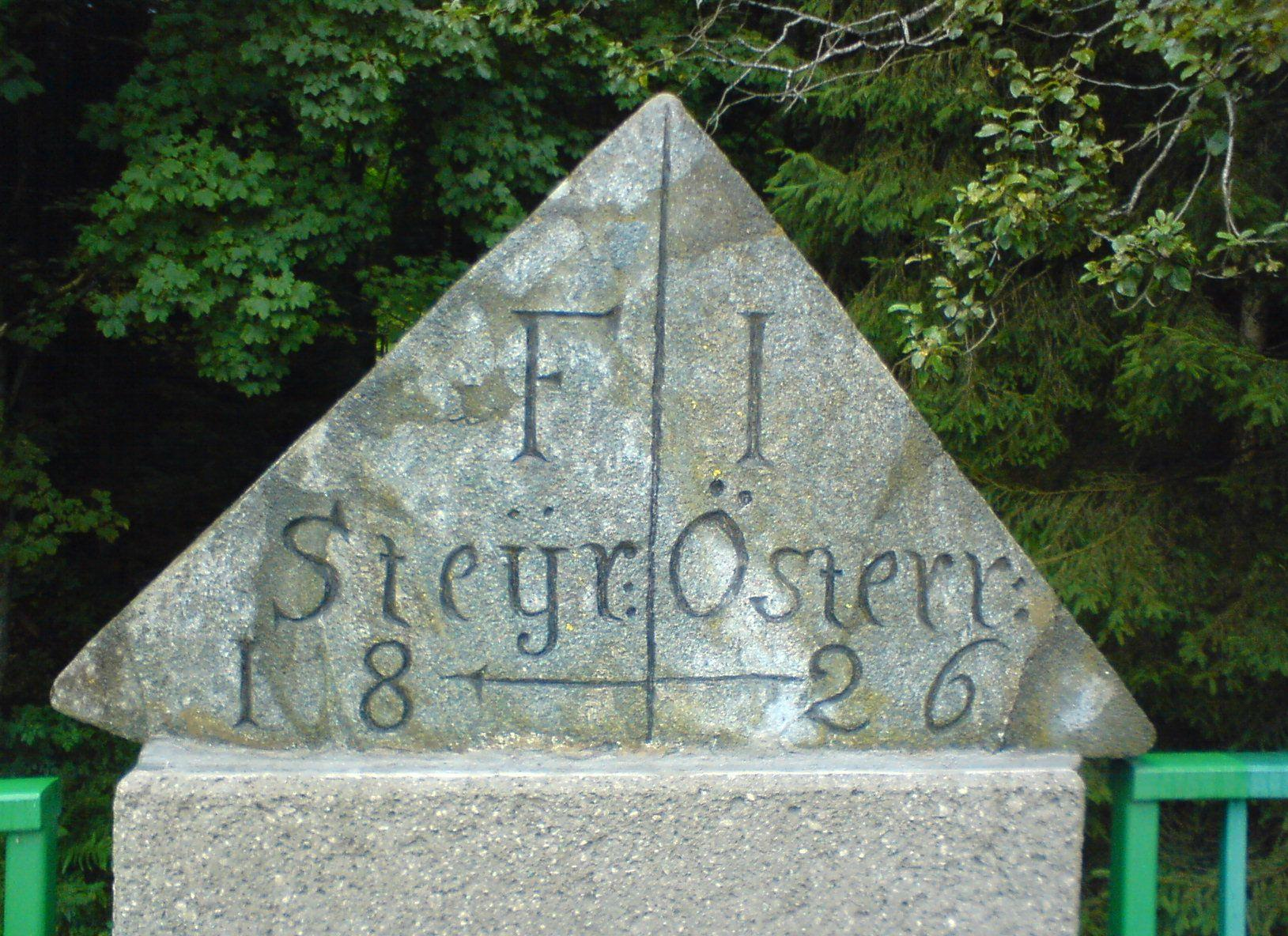
Historischer Grenzstein an der B 54

Im Altertum war das Gebiet Teil der Provinz Noricum. Besiedelt ist die Gegend von Mönichkirchen zumindest seit dem Frühmittelalter. Um 1130 errichteten die Johanniter am Hartberg zum Zwecke der Betreuung von Pilgern ein Hospital, dessen kirchliche Organisation dem Erzbistum Salzburg unterstand. Seit dem 12. Jahrhundert ist Mönichkirchen mit diesem Namen belegt, der sich auf die hier angesiedelten Mönche bezog. Im späteren Mittelalter entwickelte sich der Ort zu einem der ältesten Marien-Wallfahrtsorte Österreichs. Ansonsten herrschte bäuerliches Leben in gruppierten Höfen („Oberdorf“, „Unterdorf“) vor.
Während der Regentschaft Josephs II. in der zweiten Hälfte des 18. Jahrhunderts verschwanden die Wallfahrtsanlagen, die Bevölkerung nahm zu – 1823 verzeichnete man 174 Einwohner. 1865 wütete ein Großbrand, dem ein großer Teil des Dorfes zum Opfer fiel.
Nach der Eröffnung der Wechselbahn 1881 kam erster Fremdenverkehr auf. Seit der Wende vom 19. zum 20. Jahrhundert ist Mönichkirchen als Höhenluftkurort und Aussichtspunkt bekannt und geschätzt. Die zahlreichen historischen Villen und Glanzbauten erinnern noch heute an die Kaiserzeit und werden nach wie vor gepflegt und erhalten.
Das Gebiet um Mönichkirchen war von jeher Grenzland und am Ende des Zweiten Weltkriegs im April 1945 umkämpft, wovon noch ein Soldatenfriedhof am nahegelegenen Hochwechsel zeugt.
Die Tunnel der Wechselbahn bei Mönichkirchen dienten dem beweglichen Führerhauptquartier „Frühlingssturm“ Adolf Hitlers vom 12. bis zum 25. April 1941 als Ort zur Leitung des Balkanfeldzugs.
Nach dem Zweiten Weltkrieg verlief die Demarkationslinie zwischen der sowjetischen Besatzungszone (Niederösterreich) und der britischen Zone (Steiermark) direkt durch den Ort. Außerdem existiert ein historischer Grenzstein über dem Tauchenbach direkt an der B 54 Richtung Schaueregg.

### Jüdisches Leben in Mönichkirchen
In Mönichkirchen gab es vor 1938 ein jüdisches Leben. So war Kornel Hoffmann dort ab 1922 ansässig als Inhaber einer Pension, Gründer und Leiter der ersten örtlichen Skischule und Tennislehrer. Nach dem Anschluss Österreichs 1938 bekam er Berufs- und Aufenthaltsverbot und musste nach Wien ziehen. 1942 wurde er dort verhaftet, deportiert und im Vernichtungslager Maly Trostinez ermordet.

### Bevölkerungsentwicklung
| Mönichkirchen: Einwohnerzahlen von 1869 bis 2025    | Mönichkirchen: Einwohnerzahlen von 1869 bis 2025 | Mönichkirchen: Einwohnerzahlen von 1869 bis 2025 | Mönichkirchen: Einwohnerzahlen von 1869 bis 2025 | Mönichkirchen: Einwohnerzahlen von 1869 bis 2025 |
| --------------------------------------------------- | ------------------------------------------------ | ------------------------------------------------ | ------------------------------------------------ | ------------------------------------------------ |
| Jahr                                                |                                                  |                                                  |                                                  | Einwohner                                        |
| 1869                                                | 1869                                             |                                                  | 479                                              | 479                                              |
| 1880                                                | 1880                                             |                                                  | 546                                              | 546                                              |
| 1890                                                | 1890                                             |                                                  | 540                                              | 540                                              |
| 1900                                                | 1900                                             |                                                  | 526                                              | 526                                              |
| 1910                                                | 1910                                             |                                                  | 615                                              | 615                                              |
| 1923                                                | 1923                                             |                                                  | 579                                              | 579                                              |
| 1934                                                | 1934                                             |                                                  | 662                                              | 662                                              |
| 1939                                                | 1939                                             |                                                  | 646                                              | 646                                              |
| 1951                                                | 1951                                             |                                                  | 669                                              | 669                                              |
| 1961                                                | 1961                                             |                                                  | 752                                              | 752                                              |
| 1971                                                | 1971                                             |                                                  | 782                                              | 782                                              |
| 1981                                                | 1981                                             |                                                  | 741                                              | 741                                              |
| 1991                                                | 1991                                             |                                                  | 721                                              | 721                                              |
| 2001                                                | 2001                                             |                                                  | 623                                              | 623                                              |
| 2011                                                | 2011                                             |                                                  | 585                                              | 585                                              |
| 2021                                                | 2021                                             |                                                  | 610                                              | 610                                              |
| 2025                                                | 2025                                             |                                                  | 622                                              | 622                                              |
| Quelle(n): Statistik Austria, Gebietsstand 1.1.2021 |                                                  |                                                  |                                                  |                                                  |

### Religion
Nach den Daten der Volkszählung 2001 waren 94,1 % der Einwohner römisch-katholisch und 2,1 % evangelisch, 0,2 % gehörten orthodoxen Kirchen an. 3,4 % der Bevölkerung haben kein religiöses Bekenntnis angegeben.

## Kultur und Sehenswürdigkeiten

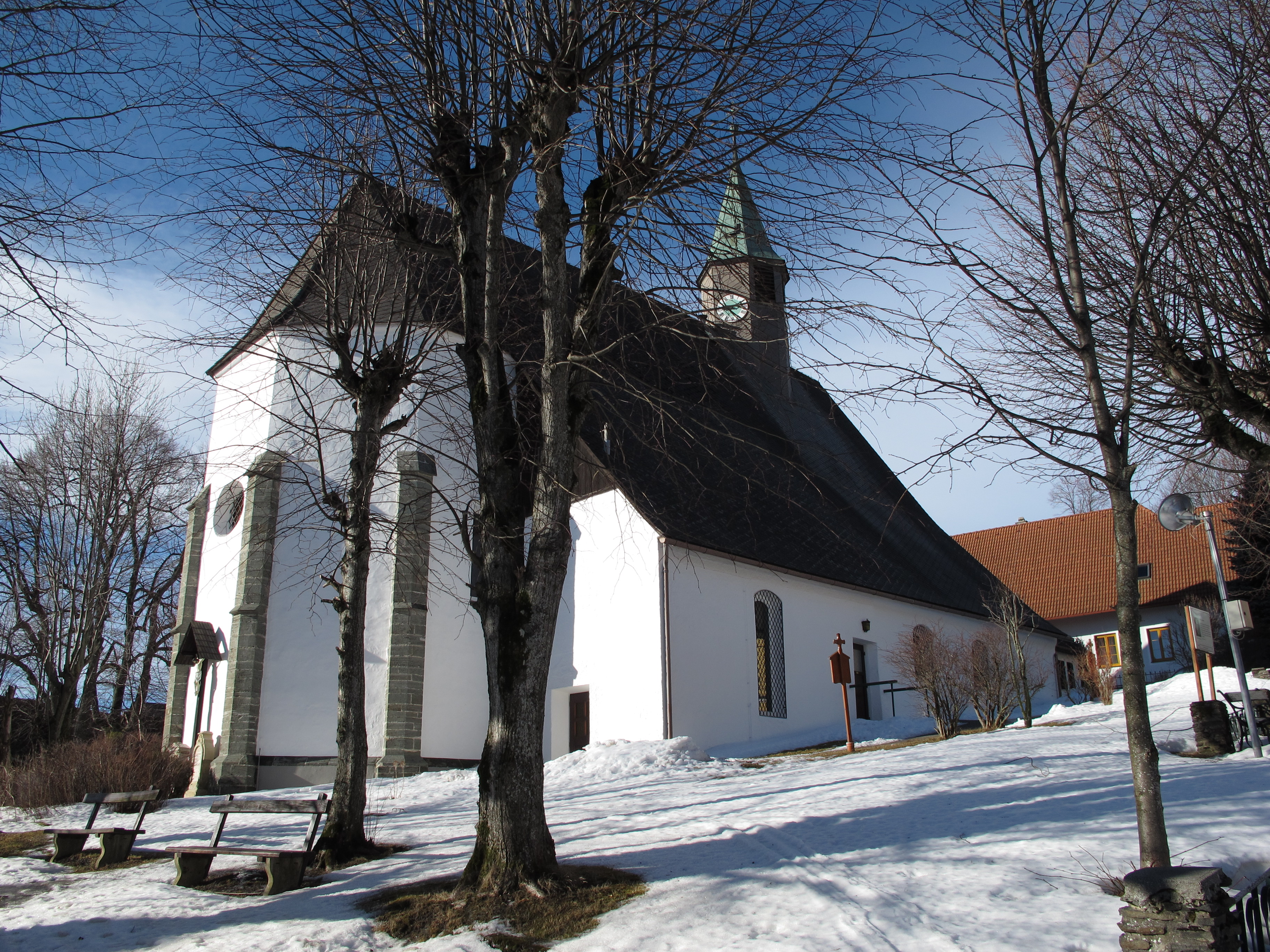
Pfarrkirche Mönichkirchen

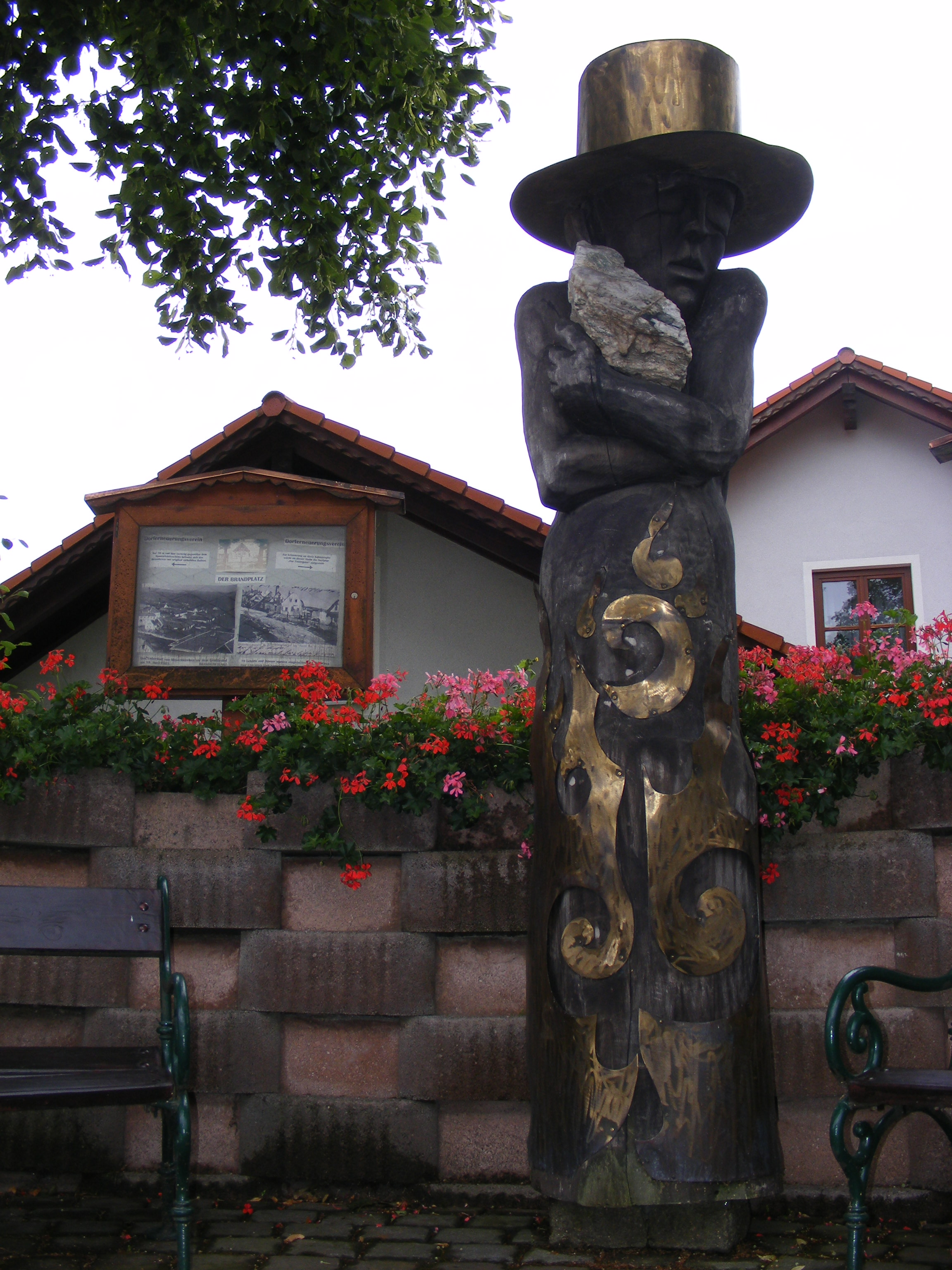
Holzplastik „Feuergeist“ in Erinnerung an eine Feuersbrunst im Jahre 1903 aufgrund von Brandstiftung

- Katholische Pfarrkirche Mönichkirchen Mariä Namen
- Staatsvertragsgedächtniskapelle Mönichkirchen
- Der Dichter Anton Wildgans hat in seinem Epos „Kirbisch oder Der Gendarm, die Schande und das Glück“ Mönichkirchen unter dem Namen „Übelbach“ verewigt. Obwohl er darin von den Einwohnern ein keineswegs schmeichelhaftes Bild zeichnete, wird seiner heute noch durch jährliche Lesungen als eines nahezu Einheimischen gedacht. Auch ist er in der ortsansässigen Bevölkerung nicht zuletzt durch seine oft bezeugte Verbundenheit zu Mönichkirchen nach wie vor hoch verehrt. So existiert seit einiger Zeit ein neu angelegter Anton-Wildgans-Weg, der der Person des Dichters gewidmet ist.
- In Mönichkirchen existieren der W.P.M.-Jugendverein Mönichkirchen zur Förderung der Jugendkultur sowie zwei Musikvereine traditioneller Natur. Seit 2006 organisiert der Jugendverein alljährlich im Sommer den Rockmusik-Event „Rocky Mountain Festival“.
- Mit den Angelegenheiten des örtlichen Tourismus sowie mit kulturellen Dingen befassen sich der Dorferneuerungsverein Mönichkirchen und der Dorferneuerungsverein Tauchen.

### Sport und Freizeit
In Mönichkirchen gibt es zwei Sportvereine:
- Wintersportclub Mönichkirchen
- Fußballverein FC Mönichkirchen

Die Gegend unmittelbar um Mönichkirchen ist Skigebiet. Seit 2006 gibt es die Schischaukel Mönichkirchen–Mariensee, einem Ort, der zur Gemeinde Aspangberg-Sankt Peter gehört. Zusammen kommt man auf drei Sessellifte und einen Tellerlift und eine Gesamt-Pistenlänge von etwa 13 km.
Niederösterreichs erster Sessellift wurde 1949 auf die Mönichkirchner Schwaig errichtet, wiederholt modernisiert und 2006 etwas verlegt. Die ehemalige Talstation auf 1000 m Höhe blieb erhalten und wird vom Bildhauer Christof Seiser als Atelier Bergluft genutzt – unter Weiterverwendung der Fassadenschrift "Bergl(i)ft".
Weiters gibt es einen Kletterpark, einen Wellness-Park sowie eine Reihe von Wanderwegen, darunter mit dem Zentralalpenweg und dem Ostösterreichischen Grenzlandweg zwei österreichische Weitwanderwege.
In Mönichkirchen existiert ein von einer einzigen Person gestalteter Modellpark. Die Miniaturen sind in erster Linie Nachbildungen bekannter oder typischer Bauten vorwiegend aus Österreich sowie zum Teil animierte Nachstellungen folkloristischer und biblischer Szenen. Der Park beinhaltet die weltweit größte mechanische Landschaftskrippe, die auch im Guinness-Buch der Rekorde eingetragen ist.

## Wirtschaft und Infrastruktur
Nach der Probezählung von 2006 dominierten in der Mönichkirchner Bevölkerung die wirtschaftlichen Sektoren Sachgütererzeugung (15,4 % der Erwerbstätigen), Land- und Forstwirtschaft (12,0 %) sowie Verkehr und Nachrichtenübermittlung (12,0 %).
Nach einer Erhebung gab es im Jahr 1999 40 land- und forstwirtschaftliche Betriebe; nach der Arbeitsstättenzählung im Jahr 2001 gab es 46 nichtlandwirtschaftliche Arbeitsstätten. Die Zahl der Erwerbstätigen am Wohnort betrug nach der Volkszählung 2001 263. Die Erwerbsquote lag 2001 bei 43,82 %, im Jahr 2006 bei 44,6 %.

### Verkehr

Mönichkirchen (rechts unten) um 1873 (Aufnahmeblatt der Landesaufnahme)

- Eisenbahn: Im Osten des Gemeindegebietes verläuft die Wechselbahn. Die nächsten Bahnhöfe sind Tauchen-Schaueregg und Aspang, der Bahnhof Mönichkirchen wird nicht bedient.
- Straße: Mönichkirchen ist verkehrsmäßig durch die Wechsel Straße B 54 erschlossen. Die nächsten Autobahnauffahrten sind Aspang und Pinggau der Süd Autobahn A 2 (Wien–Graz).

### Bildung
Der Ort besitzt einen Kindergarten und eine Volksschule.

### Sicherheit
Es gibt zwei Freiwillige Feuerwehren (Mönichkirchen und Tauchen) und einen Bergrettungsdienst.

## Politik

### Gemeinderat
Der Gemeinderat hat 15 Mitglieder.
- Mit den Gemeinderatswahlen in Niederösterreich 1990 hatte der Gemeinderat folgende Verteilung: 13 ÖVP, und 2 SPÖ.
- Mit den Gemeinderatswahlen in Niederösterreich 1995 hatte der Gemeinderat folgende Verteilung: 9 ÖVP, 5 Wir für Mönichkirchen, und 1 SPÖ.[11]
- Mit den Gemeinderatswahlen in Niederösterreich 2000 hatte der Gemeinderat folgende Verteilung: 11 ÖVP, und 4 SPÖ.[12]
- Mit den Gemeinderatswahlen in Niederösterreich 2005 hatte der Gemeinderat folgende Verteilung: 11 ÖVP, und 4 SPÖ.[13]
- Mit den Gemeinderatswahlen in Niederösterreich 2010 hatte der Gemeinderat folgende Verteilung: 11 ÖVP, 2 FPÖ, und 2 SPÖ.[14]
- Mit den Gemeinderatswahlen in Niederösterreich 2015 hatte der Gemeinderat folgende Verteilung: 11 ÖVP, 3 SPÖ, und 1 FPÖ.[15]
- Mit den Gemeinderatswahlen in Niederösterreich 2020 hatte der Gemeinderat folgende Verteilung: 10 ÖVP, 3 MÖNDE (Mönichkirchen neu denken) erstmals angetreten, 1 SPÖ, 1 FPÖ [16]
- Mit den Gemeinderatswahlen in Niederösterreich 2025 hat der Gemeinderat folgende Verteilung: 10 ÖVP, 4 FPÖ und 1 MÖNDE (Mönichkirchen neu denken)[17]

### Bürgermeister
- bis 2010 Hermann Sam (ÖVP)
- seit 2010 Andreas Graf (ÖVP)[18]

### Wappen
Das Gemeindewappen zeigt in einem gespaltenen Schild zueinandergekehrt, im vorderen roten Feld eine silberne (weiße) Kirche mit Turm (karolingische Saalkirche), rotgedeckt, mit sechs Rundbogenfenstern im Langhaus und drei Rundbogenfenstern im Turm; im hinteren blauen Feld ein goldener (gelber) Adlerflügel (aus dem Wappen des Stiftes Reichersberg).

### Gemeindepartnerschaften
- Marktgemeinde Sankt Margarethen im Burgenland
- Stadtgemeinde Staufenberg (Hessen)

## Persönlichkeiten
Personen mit Bezug zur Gemeinde
- Herbert Cysarz (1896–1985), deutscher Germanist, lebte von 1944 bis 1951 in Mönichkirchen
- Dietmar Larcher (* 1940), österr. Erziehungswissenschaftler, lebt unter anderem in Mönichkirchen
- Maria Anna von Österreich-Teschen (1882–1940), Erzherzogin von Österreich, lebte eine Zeit lang in Mönichkirchen, dort auch bestattet
- Anton Wildgans (1881–1932), österr. Lyriker und Dramatiker, verbrachte einige Zeit in Mönichkirchen